# シュリ
『シュリ』（朝: 쉬리）は、1999年の韓国のスパイアクション映画。
監督はカン・ジェギュ、出演はハン・ソッキュ、キム・ユンジン、チェ・ミンシク、ソン・ガンホなど。
韓国に潜入した北朝鮮工作員と、韓国諜報部員との悲恋を描く。男と女の悲恋を美しく描く演出と、北朝鮮工作員と韓国諜報部員との壮絶なアクションシーンが高く評価された。
韓国では1999年2月13日に公開され、韓国国内で観客動員数621万人（うちソウルで244万人）という当時の記録を樹立、一種の社会現象を巻き起こした。日本では、1999年秋の東京国際映画祭にて主演のハン・ソッキュの舞台挨拶つきで渋谷公会堂で上映されたのち、2000年1月22日に公開され18億円の興行収入をあげ、後の韓流ブームの原点にもなった。

## 題名について
題名の「シュリ」（쉬리）は、和名を「ヤガタムギツク」と呼ぶ、朝鮮半島固有種の魚である。この魚は、南北朝鮮の国境地帯の河川にも生息し、自由に南北を行き来している。この映画では、北朝鮮から韓国に潜入した武装集団による、南北統一のためのテロ作戦およびスパイのコードネームに使われている。
なお、本編にたびたび登場し、象徴的な役割を果たす熱帯魚のキッシンググラミーは、東南アジア原産の魚であり、この魚とはまったく関係がない。

## ストーリー
韓国秘密情報機関OPの特殊要員であるジュンウォン(ハン・ソッキュ)は、北朝鮮に忠誠を誓った女性工作員であるイ・バンヒに殺される悪夢を見ていた。ユ・ジュンウォンと相棒のイ・ジャンギル（ソン・ガンホ）は、最近相次ぐ要人暗殺事件の捜査中であり、その中で浮かぶ北朝鮮の工作員「イ・バンヒ」を追っていた。
一方、ジュンウォンは熱帯魚店の店主であるイ・ミョンヒョン(キム・ユンジン)と交際しており、結婚を間近に控えていた。そして同時に禁酒するよう約束していた。
1998年のとある日、彼らに情報を提供する予定であった武器密売商のイム・ボンジュが射殺されたことによって、ジュンウォンはこの事件に北朝鮮の特殊第8軍団が関係している事を知る。そして、ジュンウォンとジャンギルは暗殺犯の行跡を追跡する中で、特殊第8軍団が、韓国エネルギー開発研究所が独自で次世代代替エネルギーとして開発され、国防科学技術研究所で軍事目的に転用開発した新素材である液体爆薬「CTX」を奪取しようと画策していることが分かった。しかし、ボンジュと関係が有ったと思われる国防科学研究所の主任まで殺害されてしまう。国防科学研究所チーム長により「CTX」が陸軍司令部で火力試験を行う為に輸送される事を知らされると、ジュンウォン達はヘリコプターで「CTX」の移送現場に急行するが、あと一歩のところで韓国陸軍が護衛する輸送隊はトンネルを抜けたところで特殊第8軍団による偽の検問で待ち伏せをされ襲撃、護衛兵20名は殲滅され、ジュンウォンらが到着した時にはCTXが強奪された後であり、さらには車両に爆弾を仕掛けられるが間一髪のところで難を逃れる。
奪われた完成品の「CTX」原液4リットルだけでも地方都市を破壊出来るとされる威力と脅威、そして「CTX」の特性を解明する中で、OPはその奪取犯がかつて航空機テロ鎮圧作戦の際にすれ違いながら取り逃がした、パク・ムヨン（チェ・ミンシク）が率いる特殊第8軍団の工作員チームであることが判明する。OPは非常事態へと突入するが、特殊第8軍団の目標が一体なんであるかは分かってはおらず、ムヨンの行跡を追っていたジュンウォンとジャンギルは何回も目の前で敵を逃してしまい、OP内部から情報が漏れていることに気が付く。
それに気づいたジュンウォンはカフェで警察の友人であるグァノに協力を仰ぐが、ジュンウォンを狙った狙撃手の銃弾が偶然にもグァノの肩に命中してしまった。
それをあざ笑うように、ムヨンからOPへ電話が入る。「CTX」を市内10か所に設置したことを告げ、爆破30分前に連絡すると言うもので初回はソウルのゴールデンタワーを指定した。
ただちにOP要員による「CTX」の捜索が始まるが、間に合わず大爆発を起こして多数の犠牲が出てしまう。そしてジュンウォンはミョンヒョンを連れ出してホテルの一室で保護しようとするが、彼女は禁酒を破ってシャンパンを煽っていた。ジュンウォンはその理由が解からず彼女を抱きしめる。
翌日、ジュンウォンはイ・バンヒが「CTX」に関わる情報を提供すると言う情報を受け、ジャンギルを電話で呼び出してファイン文化センターへ向かう。ところが、ジャンギルは「バンヒの獲物が装弾数5発のH&K MSG90であり、ボンジュとグァノが撃たれた際2発しか撃っておらず、しかもジュンウォンだけ無傷」である事に気づき、内通者はジュンウォンであると疑っていた。そして2人しか知らない筈の現場でムヨンらが現れてその場で待機していた特殊部隊と交戦状態になる。結果として市街地戦となった末に工作員1名が死亡、1名が自決するも、再びムヨンを取り逃がしてしまう。しかし、バンヒらしき女を尾行した末にジュンウォンが見たものは、ミョンヒョンの熱帯魚店で負傷したミョンヒョンの姿であり、ミョンヒョンこそがバンヒだと解かったのであった。ジュンウォンは縋る思いで独断でミョンヒョンの身元を検索したところ、ミョンヒョンは本来、済州島西帰浦市在住の無職で先天性免疫不全で同地の病院に入院しており、なりすましだった事が判明した。実際のイ・ミョンヒョンに話を聞く為に済州島へ向かい、様子を聞くと、実家の民宿に姉のように慕っていた人物がおり、ちょうど2年前に傷の治療を理由に日本へ渡航すると言っていた事が判明。その頃、ムヨンからOPへ「1000万ドルと特別機を金浦空港に用意しろと言う脅迫電話が掛かる。一方、ジャンギルはビスケットをあげていた金魚が次々死んでいくのを訝しんでいたが、各デスクにある金魚の水槽を見て金魚の腹を割いてみると、水中送信用の最新鋭盗聴器が仕込まれていた。ミョンヒョンはそこから情報を得ていたのであった事に気づき、同時に盗聴器を熱帯魚店に仕掛けていた事で、ムヨンと会っていた際の会話を聞いており、バンヒ確保のためにOP要員と共に熱帯魚店に乗り込むも、そこにムヨンが潜んでおり銃撃戦に発展、地下室にあった「CTX」が爆発してOPは大損害を被り、ちょうどジュンウォンが駆けつけるも、ジャンギルはムヨンの銃撃で被弾しており、相棒としてジュンウォンを疑った事を詫びて日韓大会を前にした南北共催のサッカー交流試合のチケットを差し出して事切れた。
実は金浦空港と残り8個のCTXは陽動に過ぎず、バンヒら特殊第8軍団の狙いは、独裁の為に苦しむ民を尻目に私腹を肥やしさらには南と融和を図る北朝鮮主席を、韓国大統領と共にスタジアムごと爆破して一掃し国家統一を図る事が目的であった。
ジュンウォンは直ちにその事をジャンソク局長に電話するも聞き入れてもらえず、単身ムヨンとバンヒら特殊第8軍団の野望を阻止すべく、スタジアムへ乗り込む。

## キャスト
| 役名                                          | 俳優               | 日本語吹替         | 日本語吹替 |
| 役名                                          | 俳優               | ソフト版           | テレビ朝日版 |
| --------------------------------------------- | ------------------ | ------------------ | --- |
| ユ・ジュンウォン                              | ハン・ソッキュ     | 池田秀一           | 小山力也 |
| イ・ミョンヒョン                              | キム・ユンジン     | 本田貴子           | 深見梨加 |
| パク・ムヨン                                  | チェ・ミンシク     | 磯部勉             | 菅生隆之 |
| イ・ジャンギル                                | ソン・ガンホ       | 山路和弘           | 山路和弘 |
| オ・ソンシク                                  | パク・ヨンウ       | 土田大             | 落合弘治 |
| イ・バンヒ                                    | パク・ウンスク     | セリフなし         | セリフなし |
| コ・ジャンソク(OP局長)                        | ユン・ジュサン     | 有本欽隆           | |
| イム・ボンジュ(武器密売組織のボス)            | ソン・ホギュン     | 立木文彦           | |
| イ・グァノ(ユ・ジュンウォンの友人)            | ナム・ミョンニョル | 中村秀利           | |
| ミン・スンウォン博士(OP科学者)                | ハ・ドクソン       | 鈴木清信           | 井上文彦 |
| リ・ウォンドゥ(特殊８軍団 工作員)             | チョ・ドッキョン   | 安井邦彦           | |
| ペ・ウォンソク(特殊８軍団 工作員)             | パク・チョンムン   | 檀臣幸             | |
| パク・ヨンサン(特殊８軍団 工作員)             | チョン・ジノ       | 堀之紀             | |
| アン・ヒョンチョル(特殊８軍団 工作員)         | キム・スロ         | 青山穣             | |
| ス(特殊８軍団 工作員)                         | キム・サンミ       | 彩木香里           | |
| チャン・チョルミン(特殊８軍団 軍団長)         | パク・キサン       | 小室正幸           | |
| キム・ジュング(韓国大統領)                    | チョン・ジンス     |                    | |
| リ・ミョンファン(北朝鮮主席)                  | ソン・ヨンテ       | 西村知道           | |
| キム・ドンソク(国防科学研究所 首席研究員)     | キム・ジョンミン   | 樫井笙人           | |
| 国防科学研究所チーム長                        | パク・チイル       | 西村知道           | |
| パク・ミンソン(サッカー競技場 中央変電室職員) | チェ・ウジョン     |                    | |
| パク室長                                      | チェ・ソンウ       | すずき紀子         | |
| ユ室長                                        | ホ・ギホ           | 堀之紀             | |
| イ室長                                        | チョン・ギルムク   |                    | |
| OP特別調査班                                  | チャン・ヒョンソン | 青山穣             | |
| OP特別調査班                                  | ファン・ジョンミン | 堀之紀             | |
| OP特別調査班                                  | イ・チャニョン     |                    | |
| OP特別調査班                                  | チェ・セフン       |                    | |
| その他                                        |                    | 河相智哉 山川亜弥  | 金尾哲夫 仲野裕 佐々木敏 後藤敦 加藤亮夫 田中正彦 中田和宏 入江崇史 津田英三 秋元羊介 滝沢久美子 伊藤和晃 後藤哲夫 本田貴子 幸田夏穂 清水敏孝 花田光 |
|                                               |                    |                    | |
| 演出                                          |                    | 戸田清二郎         | 福永莞爾 |
| 翻訳                                          |                    | 根本理恵           | 徐賀世子 荒島浩 |
| 調整                                          |                    | 山田利陽           | 山田太平 |
| 効果                                          |                    |                    | リレーション |
| 台本                                          |                    | 松田海             | |
| 録音                                          |                    | 東京テレビセンター | |
| プロデューサー                                |                    | 中嶋唯雄           | 清水祐美 圓井一夫 |
| 編集協力                                      |                    |                    | IMAGICA 永吉敬文 |
| 制作協力                                      |                    |                    | ViViA 清宮正希 |
| 制作                                          |                    | ACクリエイト       | ムービーテレビジョン |
| 初回放送                                      |                    |                    | 2001年2月18日 『日曜洋画劇場』 |

## 製作
本格的なCG合成（日本のイマジカが担当）や、ハリウッドから取り寄せたステージガンを使うなど、当時としては韓国映画史上過去最高額の製作費がかけられた。
リアルな銃撃戦を描くために、主要な出演者は撮影前に、実弾射撃やサバイバル・ゲーム、クレー射撃など徹底したトレーニングを行っている。演技指導には元北朝鮮工作員で、拉致被害者横田めぐみの目撃証言でも知られる安明進も携わった。安が北朝鮮当局によって召喚されたのち入校した工作員養成学校、金正日政治軍事大学では、入校時にそれまでの写真が全て処分されることになっているが、『シュリ』では安自身が経験したそのことも描かれている。
監督のカン・シュギュは「既存の韓国映画の銃撃戦の限界を我々はよく知っていた。それをどう克服するのか」とし、「『シュリ』で視覚的に楽しめるような銃撃戦を作り観客に満足してもらえるのかが課題だった」と語っている。劇中で使われたステージガンは、アメリカのGIBBONS社から取り寄せたものであるが、一部は東京マルイなど日本のモデルガンメーカーのものも使用されている。貸与料の2万ドルは製作費のウェイトを大きく占めたが、質感を高めるために実行に踏み切ったとプロデューサーのピョン・ムリムは語っている。

### 撮影
物語前半でのソウル市内での銃撃戦の屋外ロケでは、ステージガンの発砲音に驚いた市民が通報する事態になった。主演のハン・ソッキュも「考えたこともない銃声だった」と振り返り、また通報が新聞記事（見出しは「都心の銃声、本物ではありません」）で取り上げられたことに関しては「良い宣伝になった」と語っている。
劇中、CTXで爆破されるビルはミニチュアで撮影され、衝撃で砕けるガラスは液晶画面などで使用されるセラミックガラスが使われている。

## 受賞とノミネート
| 年   | 賞名                         | 部門                     | 選考対象                      | 結果       |
| ---- | ---------------------------- | ------------------------ | ----------------------------- | ---------- |
| 1999 | アジア太平洋映画祭           | 最高賞                   | ピョン・ムリム                | ノミネート |
| 1999 | アジア太平洋映画祭           | 編集賞                   | パク・コクチ                  | 受賞       |
| 1999 | アジア太平洋映画祭           | 特別賞                   | カン・ジェギュ                | 受賞       |
| 1999 | 韓国映画評論家協会賞         | 新人女優賞               | キム・ユンジン                | 受賞       |
| 1999 | 韓国映画評論家協会賞         | 技術賞                   | パク・コクチ                  | 受賞       |
| 1999 | 韓国映画評論家協会賞         | 企画賞                   | カン・ジェギュ                | 受賞       |
| 1999 | Cine21                       | 年間最優秀男優賞         | チェ・ミンシク                | 受賞       |
| 1999 | 青龍映画賞                   | 作品賞                   | カン・ジェギュ                | ノミネート |
| 1999 | ディレクターズカットアワード | 監督賞                   | カン・ジェギュ                | 受賞       |
| 1999 | 百想芸術大賞                 | 映画部門最優秀男優演技賞 | ハン・ソッキュ                | ノミネート |
| 1999 | 大鐘賞                       | 作品賞                   | シュリ                        | ノミネート |
| 1999 | 大鐘賞                       | 監督賞                   | カン・ジェギュ                | ノミネート |
| 1999 | 大鐘賞                       | 男優主演賞               | チェ・ミンシク                | 受賞       |
| 1999 | 大鐘賞                       | 男優助演賞               | ソン・ガンホ                  | ノミネート |
| 1999 | 大鐘賞                       | 新人女優賞               | キム・ユンジン                | 受賞       |
| 1999 | 大鐘賞                       | 脚本賞                   | カン・ジェギュ                | ノミネート |
| 1999 | 大鐘賞                       | 撮影賞                   | キム・ソンボク                | ノミネート |
| 1999 | 大鐘賞                       | 編集賞                   | パク・コクチ                  | 受賞       |
| 1999 | 大鐘賞                       | 美術賞                   | オ・サンマン                  | ノミネート |
| 1999 | 大鐘賞                       | 音響技術賞               | イ・ビョンハ&キム・ソグォン   | 受賞       |
| 1999 | 大鐘賞                       | 企画賞                   | カン・ジェギュ&ピョン・ムリム | 受賞       |
| 2001 | 第24回日本アカデミー賞       | 最優秀外国作品賞         | シュリ                        | ノミネート |

## DVD
DVDのメニューにGUN INDEXという項目がある。劇中で使われた銃器類の説明を見ることができる上､実際に登場する場面へすぐジャンプできる。
発売元 カルチュア・パブリッシャーズ、販売元 アミューズビデオ、アミューズソフト。

## 続編の打ち切り
- 2006年3月29日、韓国MKピクチャーズと日本GDHは日本での『シュリ』テレビドラマ化へ向けた開発契約を結んだと発表した[10]。総制作費は日本円で約6億円、全20回の作品になると発表されたが、結局制作されなかった。

- 『シュリ2』製作に向けて、日本でも投資者の募集が行われたが、実現しなかった。「前作のキャストが全員、再出演する」とプレゼンテーションが行われたという[要出典]。

## パロディ
2002年に韓国で公開された『재밌는 영화』は『シュリ』のパロディ映画である。この作品では、韓国に上陸した日本人極右テロリストたちが、訪韓中の天皇の暗殺を試みる、という日本人的常識からすれば過激な内容だった。テロリストのリーダーを『シュリ』で北の工作員を演じたキム・スロが演じている。

## その他
- 韓国のマスコミでは「日本の東映がシネカノンと共同で、配給権を100億ウォンで購入した」と報道されたことがあった[要出典]。
- 韓国映画の歴史を塗り替え、後の韓流ブームに繋がる作品でありながら、権利関係が複雑であったことから、長年に渡って再上映や動画配信サービスでの公開が出来ない状態が続いており、「幻の傑作」と称されていた。しかし、2024年に監督のカン・ジェギュの努力により、権利問題が解消されたことから、同年9月に4Kデジタルリマスター版として再上映されるほか、Amazon Prime Videoでも見放題配信されることが発表された[4][11]。